# کندی کاستی

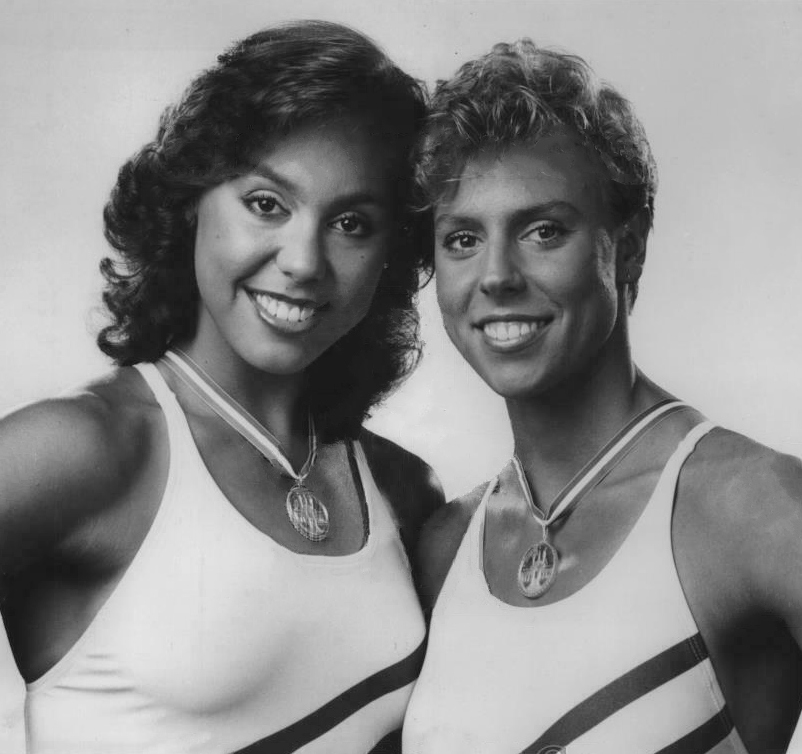
کندی کاستی در سمت راست تصویر - ۱۹۸۴

کندی کاستی (انگلیسی: Candy Costie؛ زادهٔ ۱۲ مارس ۱۹۶۳) شناگر شنای موزون اهل ایالات متحده آمریکا بود.
وی در مسابقات کشوری و بین‌المللی در مجموع برندهٔ ۲ مدال طلا، ۱ مدال نقره شده‌است.